# Lux (Haute-Garonne)
Pour les articles homonymes, voir Lux.
Lux est une commune française située dans l'est du département de la Haute-Garonne, en région Occitanie.
Sur le plan historique et culturel, la commune est dans le Lauragais, l'ancien « Pays de Cocagne », lié à la fois à la culture du pastel et à l’abondance des productions, et de « grenier à blé du Languedoc ». Exposée à un climat océanique altéré, elle est drainée par le ruisseau de Favayrol, le ruisseau des Barelles et par divers autres petits cours d'eau. La commune possède un patrimoine naturel remarquable composé d'une zone naturelle d'intérêt écologique, faunistique et floristique.
Lux est une commune rurale qui compte 341 habitants en 2022, après avoir connu une forte hausse de la population depuis 1975. Elle fait partie de l'aire d'attraction de Toulouse. Ses habitants sont appelés les Luxois ou  Luxoises.

## Géographie

### Localisation
La commune de Lux se trouve dans le département de la Haute-Garonne, en région Occitanie.
Elle se situe à 33 km à vol d'oiseau de Toulouse, préfecture du département, et à 18 km de Revel, bureau centralisateur du canton de Revel dont dépend la commune depuis 2015 pour les élections départementales.
La commune fait en outre partie du bassin de vie de Villefranche-de-Lauragais.
Les communes les plus proches sont : 
Juzes (1,5 km), Saint-Vincent (2,0 km), Rieumajou (2,5 km), Vallègue (2,7 km), Mourvilles-Hautes (3,0 km), Bélesta-en-Lauragais (3,3 km), Maurens (3,3 km), Folcarde (3,8 km).
Sur le plan historique et culturel, Lux fait partie du Lauragais, occupant une vaste zone, autour de l’axe central que constitue le canal du Midi, entre les agglomérations de Toulouse au nord-ouest et Carcassonne au sud-est et celles de Castres au nord-est et Pamiers au sud-ouest. C'est l'ancien « Pays de Cocagne », lié à la fois à la culture du pastel et à l’abondance des productions, et de « grenier à blé du Languedoc ».
Les communes limitrophes sont  Avignonet-Lauragais, Beauville, Folcarde, Juzes, Mourvilles-Hautes, Rieumajou, Saint-Vincent et Vallègue.
| Saint-Vincent       | Beauville | Juzes             |
| Vallègue            | Lux       | Mourvilles-Hautes |
| Avignonet-Lauragais | Folcarde  | Rieumajou         |

### Hydrographie

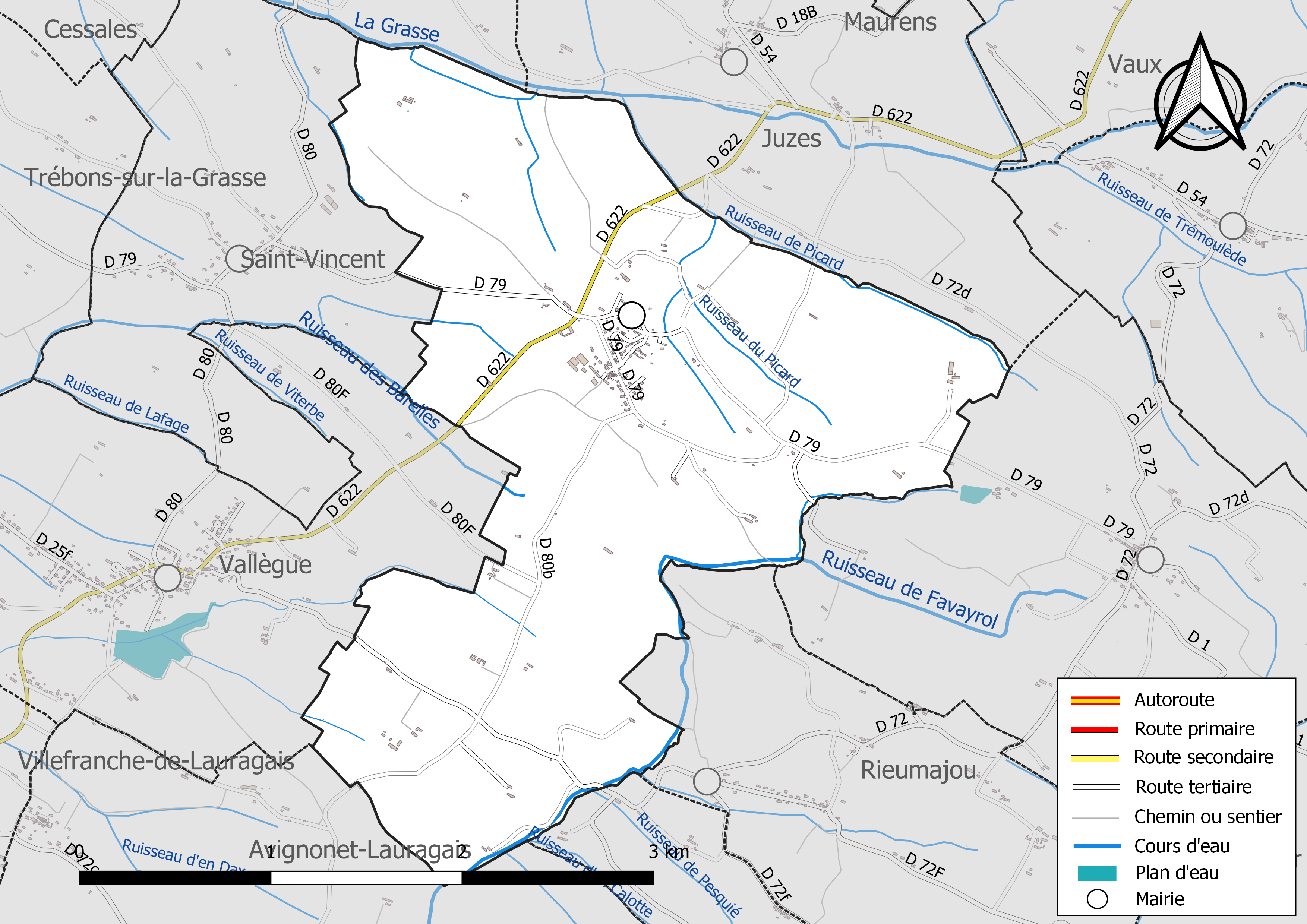
Réseaux hydrographique et routier de Lux.

La commune est dans le bassin de la Garonne, au sein du bassin hydrographique Adour-Garonne. Elle est drainée par le ruisseau de Favayrol, le ruisseau des Barelles, le ruisseau d'en Calotte, le ruisseau de Pesquié, le ruisseau de Picard, le ruisseau du Pesquié, le ruisseau du Picard et par divers petits cours d'eau, constituant un réseau hydrographique de 9 km de longueur totale,.
Le ruisseau de Favayrol, d'une longueur totale de 10,3 km, prend sa source dans la commune de Mourvilles-Hautes et s'écoule du nord-est au sud-ouest. Il traverse la commune et se jette dans le Marès à Renneville, après avoir traversé 6 communes.

### Climat
Pour des articles plus généraux, voir Climat de l'Occitanie et Climat de la Haute-Garonne.
En 2010, le climat de la commune est de type climat du Bassin du Sud-Ouest, selon une étude s'appuyant sur une série de données couvrant la période 1971-2000. En 2020, Météo-France publie une typologie des climats de la France métropolitaine dans laquelle la commune est exposée à un climat océanique altéré et est dans la région climatique Aquitaine, Gascogne, caractérisée par une pluviométrie abondante au printemps, modérée en automne, un faible ensoleillement au printemps, un été chaud (19,5 °C), des vents faibles, des brouillards fréquents en automne et en hiver et des orages fréquents en été (15 à 20 jours).
Pour la période 1971-2000, la température annuelle moyenne est de 13 °C, avec une amplitude thermique annuelle de 15,5 °C. Le cumul annuel moyen de précipitations est de 754 mm, avec 10,2 jours de précipitations en janvier et 5,3 jours en juillet. Pour la période 1991-2020, la température moyenne annuelle observée sur la station météorologique la plus proche, située sur la commune de Ségreville à 7 km à vol d'oiseau, est de 13,4 °C et le cumul annuel moyen de précipitations est de 747,6 mm,. Pour l'avenir, les paramètres climatiques de la commune estimés pour 2050 selon différents scénarios d'émission de gaz à effet de serre sont consultables sur un site dédié publié par Météo-France en novembre 2022.

### Milieux naturels et biodiversité

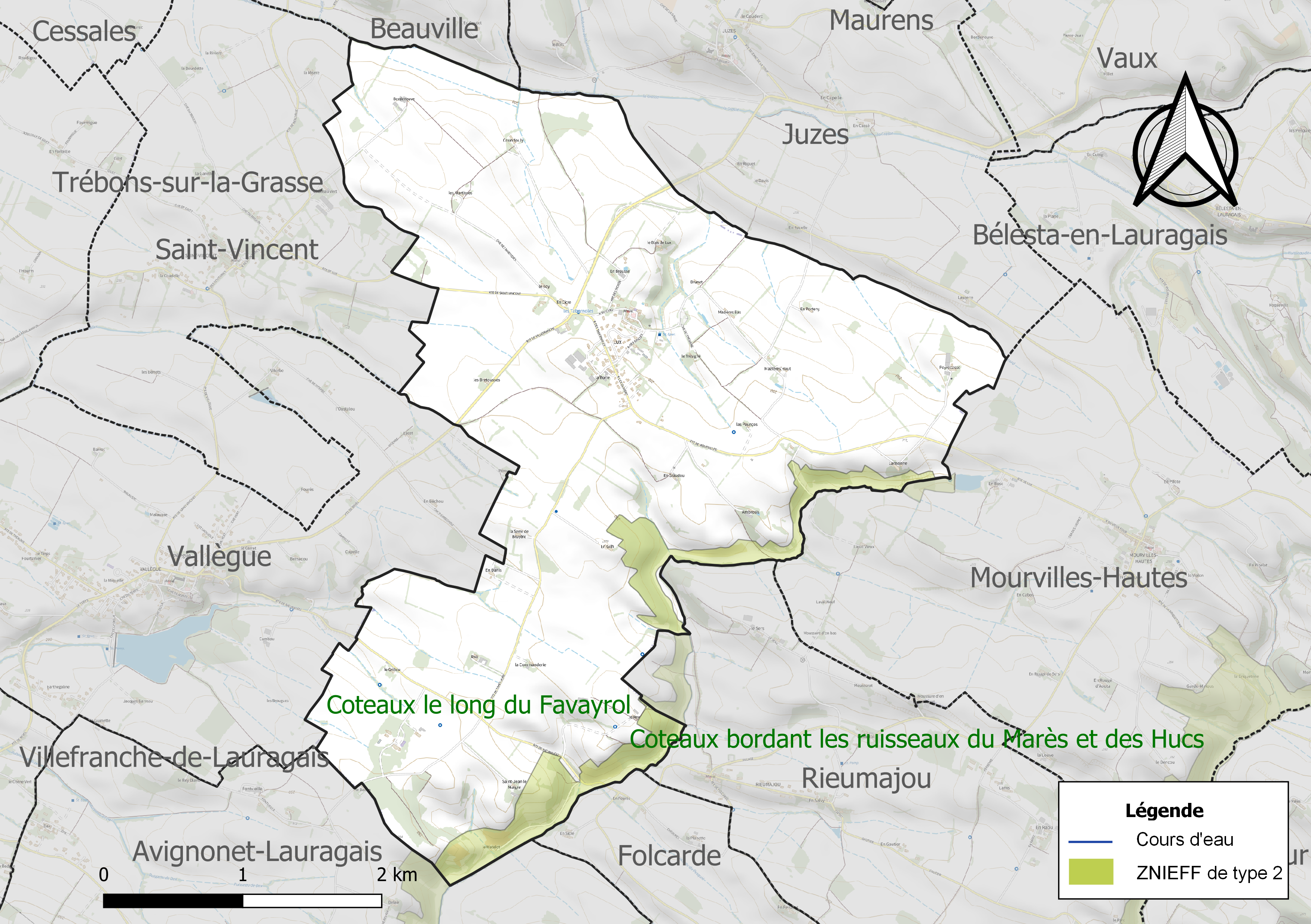
Carte de la ZNIEFF de type 2 localisée sur la commune.

L’inventaire des zones naturelles d'intérêt écologique, faunistique et floristique (ZNIEFF) a pour objectif de réaliser une couverture des zones les plus intéressantes sur le plan écologique, essentiellement dans la perspective d’améliorer la connaissance du patrimoine naturel national et de fournir aux différents décideurs un outil d’aide à la prise en compte de l’environnement dans l’aménagement du territoire.
Une ZNIEFF de type 2 est recensée sur la commune :
les « coteaux le long du Favayrol » (132 ha), couvrant 4 communes du département.

## Urbanisme

### Typologie
Au 1er janvier 2024, Lux est catégorisée commune rurale à habitat dispersé, selon la nouvelle grille communale de densité à sept niveaux définie par l'Insee en 2022.
Elle est située hors unité urbaine. Par ailleurs la commune fait partie de l'aire d'attraction de Toulouse, dont elle est une commune de la couronne,. Cette aire, qui regroupe 527 communes, est catégorisée dans les aires de 700 000 habitants ou plus (hors Paris),.

### Occupation des sols
L'occupation des sols de la commune, telle qu'elle ressort de la base de données européenne d’occupation biophysique des sols Corine Land Cover (CLC), est marquée par l'importance des territoires agricoles (100 % en 2018), une proportion identique à celle de 1990 (100 %). La répartition détaillée en 2018 est la suivante : 
terres arables (89,5 %), zones agricoles hétérogènes (10,5 %). L'évolution de l’occupation des sols de la commune et de ses infrastructures peut être observée sur les différentes représentations cartographiques du territoire : la carte de Cassini (XVIIIe siècle), la carte d'état-major (1820-1866) et les cartes ou photos aériennes de l'IGN pour la période actuelle (1950 à aujourd'hui).

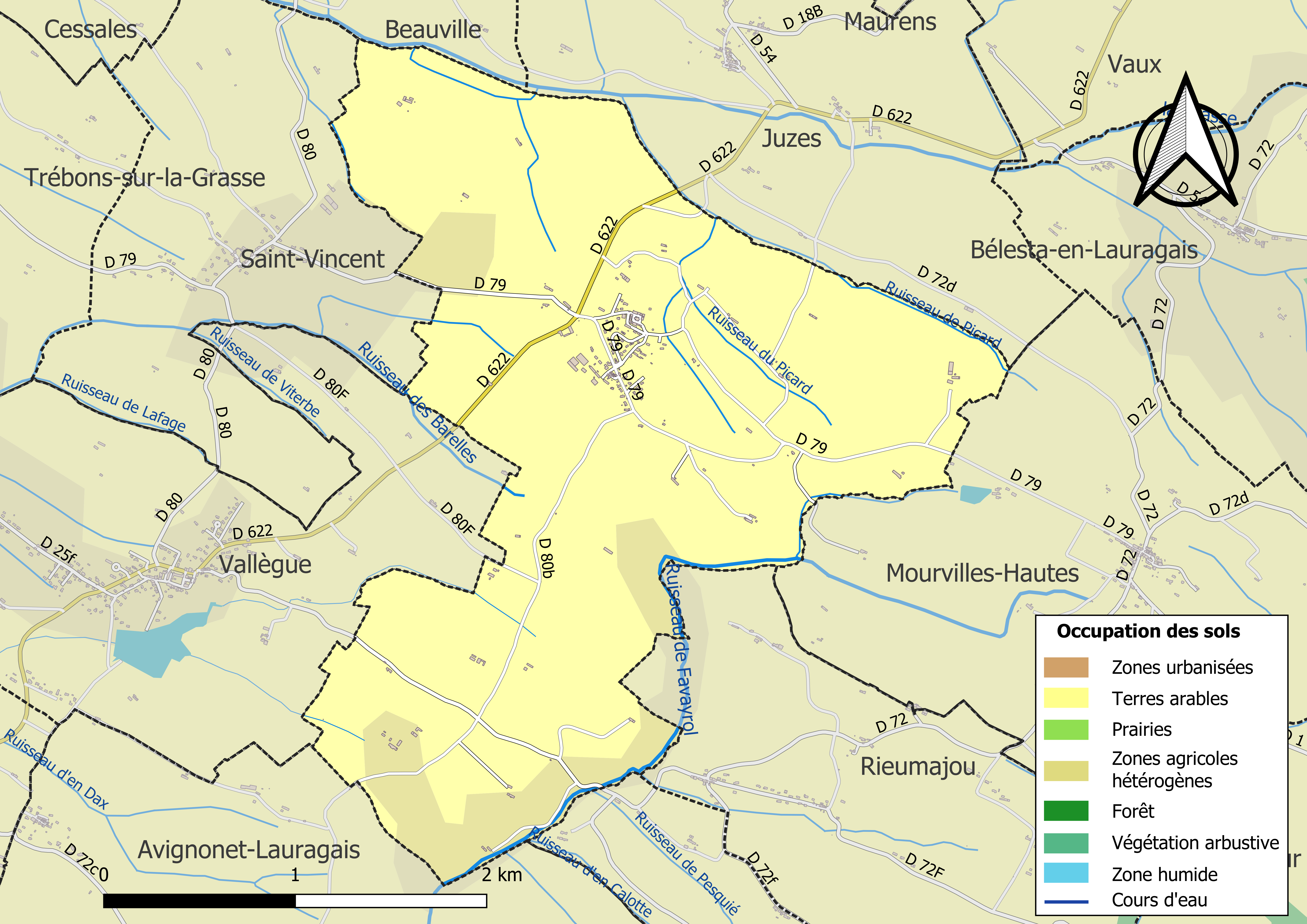
Carte des infrastructures et de l'occupation des sols de la commune en 2018 (CLC).

### Voies de communication et transports
L'axe routier Villefranche-de-Lauragais - Revel (D 622, ancienne route nationale 622) passe sur la commune.

### Risques majeurs
Le territoire de la commune de Lux est vulnérable à différents aléas naturels : météorologiques (tempête, orage, neige, grand froid, canicule ou sécheresse), inondations et séisme (sismicité très faible). Un site publié par le BRGM permet d'évaluer simplement et rapidement les risques d'un bien localisé soit par son adresse soit par le numéro de sa parcelle.
Certaines parties du territoire communal sont susceptibles d’être affectées par le risque d’inondation par débordement de cours d'eau, notamment le ruisseau de Favayrol. La commune a été reconnue en état de catastrophe naturelle au titre des dommages causés par les inondations et coulées de boue survenues en 1982, 1998, 1999 et 2009,.

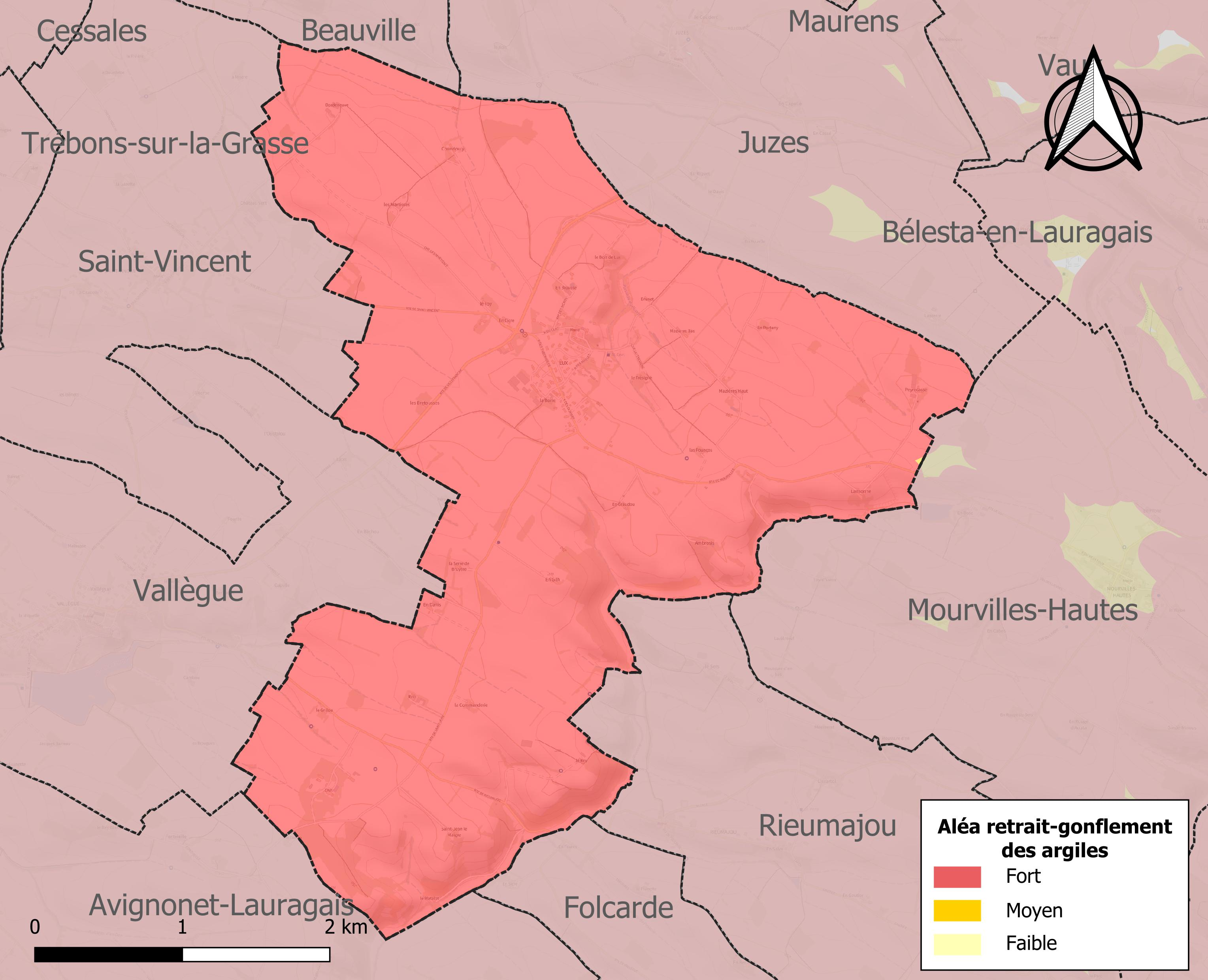
Carte des zones d'aléa retrait-gonflement des sols argileux de Lux.

Le retrait-gonflement des sols argileux est susceptible d'engendrer des dommages importants aux bâtiments en cas d’alternance de périodes de sécheresse et de pluie. La totalité de la commune est en aléa moyen ou fort (88,8 % au niveau départemental et 48,5 % au niveau national). Sur les 119 bâtiments dénombrés sur la commune en 2019, 119 sont en aléa moyen ou fort, soit 100 %, à comparer aux 98 % au niveau départemental et 54 % au niveau national. Une cartographie de l'exposition du territoire national au retrait gonflement des sols argileux est disponible sur le site du BRGM,.
Par ailleurs, afin de mieux appréhender le risque d’affaissement de terrain, l'inventaire national des cavités souterraines permet de localiser celles situées sur la commune.
Concernant les mouvements de terrains, la commune a été reconnue en état de catastrophe naturelle au titre des dommages causés par la sécheresse en 2016 et par des mouvements de terrain en 1999.

## Toponymie
D'après Albert Dauzat, l'origine du nom de Lux pourrait remonter à un nom de personne gallo-romain Lucius, ce qui correspondrait à Lucium (fundum), « domaine de Lucius »,.
D’après Laurent Fromentèze, l’origine étymologique de Lux proviendrait du latin lucus qui désigne un bois sacré. En 1356, époque médiévale, un toponyme « nemus de Lux » apparaît 16 fois dans la reconnaissance en faveur de Marie Rassouline, seigneur de Lux. Il signifie « bois, forêt de Lux » en latin. En latin nemus est synonyme de lucus. Lux pourrait donc avoir un lien avec le milieu forestier.

## Histoire

### Antiquité
Les indices d’une occupation antique se situent essentiellement aux lieux-dits « Saint-Jean-le-Maigre », « En Danis » et « En Gilh », c’est-à-dire plutôt concentrés au sud-est de la commune. C’est l’abbé Georges Baccrabère qui découvre de nombreux tessons de céramique et tuiles à rebords, ainsi que des morceaux d’amphores vinaires.
Bien que la plupart des villes et villages du Lauragais sont apparus à l’époque médiévale, la grande voie romaine d’Aquitaine reliant Narbonne à Bordeaux, et les stations qui la jalonnent (Badera/Baziège, Elusio/Montferrand, …), ont certainement joué un rôle essentiel dans le développement économique de la région. Cet axe routier important favorise ainsi le commerce et les échanges depuis l’Antiquité.

### Ancien Régime
Un village d’origine ecclésiale est caractérisé par ses maisons qui s’enroulent autour de l’église. Ce n’est pas le cas de Lux dont tout laisse à penser qu’il s’est développé autour de son château. En effet, l’église actuelle n’a été bâtie qu’en 1866. Avant cette date, la place au centre du village était vide, donnant directement sur l’entrée principale du château. L'origine de Lux serait donc celle d'un castrum, tenu par un seigneur.

#### Les seigneurs
La première mention dans les écrits d’un seigneur de Lux date de mars 1086. Il s’agit d’un acte de donation concernant Petrum Stephani de Lux. Nous trouvons ensuite dans les écrits : Bernardo de Lux, Arnaldo de Lux et Willelmo de Lux (acte de donation d’avril 1109). Des membres de la famille des de Lux sont seigneurs de Renneville (1119 et 1179), Aimeric de Lux et Guillaume Petrus de Lux (acte d’affranchissement de septembre 1201), Raymond de Lux (acte de donation de 1215), Bernardus de Lux (dans la baylie de Saint-Félix en 1271), Adhemarius de Lux (dans la baylie de Caraman en 1271).
Apparaît ensuite, en 1356, Marie Rassouline, seigneur de Lux, lors d’une donation aux sœurs du monastère de Saint-Pantaléon.
Au XVe siècle, le château de Lux appartient à la famille de Goyrans qui constitue une baronnie avec l’adjonction des juridictions de Saint-Jean-de-Lugardes et de Saint-Vincent. Louis de Goyrans rend hommage pour la terre de Saint-Jean-de-Lherm en décembre 1389. Il est seigneur de Goyrans et de Lux, et capitoul en 1406, 1413, 1420. Gabrielle de Goyrans apporte la baronnie de Lux en mariage en 1553 à Antoine d’Astorg baron de Montbartier, gouverneur pour le Roi aux diocèses de Toulouse, Lavaur et Saint-Papoul. En janvier 1572, elle complète la baronnie en achetant la terre de La Tour Saint-Vincent. Les d’Astorc de Goyrans de Monbartier conserveront cette baronnie de 1553 à 1690. Le compoix de Lux de 1626 fait mention de Pol d’Astorc de Montbartier et de Goyrans, seigneur de Lux, Saint-Vincent et autres lieux, qui possède un « chasteau avec quatre tours de pierre à la ville », un moulin pastellier et une maison au village, ainsi qu’un moulin à vent. Le registre paroissial de Lux parle de Jacques d’Astorg (1604-1684), écuyer, seigneur de Goyrans, de Montbartier, baron de Lux, époux de Dame Françoise de Lordac (décédée le 30/03/1690). Jacques est enseveli dans l’église Saint-Sauveur de Lux. Un testament contradictoire aux droits d’aînesse, établi par ce dernier, sème le trouble au sein de ses héritiers. Un conflit entre le fils aîné, Jacques, et le quatrième des garçons, Jean, les opposeront dans trois procès au Parlement de Toulouse en 1686, 1687 et 1689. Le 21 janvier 1690, Jean vend finalement la seigneurie de Lux à Monsieur de Monluc.
Vers 1726, Guillaume de Regnier seigneur de la Robertie, réunit à nouveau par achat les trois terres et leurs diverses dépendances. En 1769 et 1773, Joseph de Regnier seigneur de Lux, apparaît sur des actes d’état civil de Lux. De 1784 à 1787, on y trouve une certaine Madame de Reignier. Le 4 octobre 1789 décède Marie Françoise Pierre Philippe veuve Regnier à l’âge de 72 ans. Une « citoyenne Regnér » réapparaît dans l’état civil de Lux après la Révolution, en 1795-1796.

#### Les consuls
Les consuls de Lux n’apparaissent pas dans le saisimentum de 1271. La première trace écrite date de 1384. En avril 1626, le compoix de Lux révèle l’existence de deux consuls : Arnauld Gavaldo premier consul et François Bourrel. Puis apparaissent dans les actes d’état civil : Germain Pons (septembre 1683), Jean Peyriolle (septembre 1684), Laurens Servat premier consul (janvier 1716), Pierre Rouger (octobre 1747), Jean Barlan (mars 1768), Jean Rouger (mars 1786).

#### L’église
De style néo-roman, elle est dédiée à Saint-Fabien et Saint-Sébastien. Sa construction est relativement récente, elle démarre en effet le 22 mars 1866 (trois ans de travaux). Le clocher sera construit un peu plus tard, en 1897. Elle est bâtie pour remplacer l’ancienne église Saint-Sauveur trop petite qui est transformée en école primaire et mairie en 1880.
De style gothique, Saint-Sauveur a probablement été érigée en même temps que le château, elle fait partie de ses dépendances. Un chapelain à Lux, nommé Jean Vital, converti au catharisme, est identifié dans un document de 1210 (siège de Minerve).
En 1387, l’église Saint-Sauveur est pour la première fois clairement mentionnée dans le Livre du Prévôt de Toulouse. Elle subira un pillage par les protestants en 1569. La paroisse est desservie par le clergé de Mourvilles-Hautes jusqu’en 1792.
De nombreux membres de la famille Mazières sont ensevelis à Saint-Sauveur, ainsi qu’un prêtre (Vergnes), et autres personnalités influentes (Joseph d’Astorg, Dejean marchand-pastellier, etc.).

#### Le château
Implanté sur une motte naturelle au centre du village, il ne subsiste aujourd’hui du château fort qui abritait les seigneurs de Lux qu’une seule tour circulaire et quelques pans de mur. Deux indices permettent de situer sa construction entre la fin du XIIe siècle et le début du XIIIe siècle : il s’agit des meurtrières qui ne se pratiquent qu’à partir de la fin du XIIe siècle. La chapelle Saint-Sauveur aux dépendances de l’édifice est de style gothique.
Les contemporains à la construction de ce château sont les seigneurs Aimeric de Lux et Guillaume Petrus de Lux identifiés dans un acte d’affranchissement passé en 1201, qui pourraient avoir eu l’initiative de ce projet.
Lux, village fortifié, démontre bien la nécessité de se protéger. Au cours de son histoire, en plus des guerres de religion, le Lauragais a subi de nombreuses razzias. La plus notoire, celle du Prince Noir en 1355 qui pille et incendie tout sur son passage. Lux, en retrait de la voie d’Aquitaine, semble avoir été épargné par ce dernier, mais pas Villefranche-de-Lauragais à seulement sept kilomètres de là.
Les maisons dans le prolongement de l’enceinte du château sont rangées tout autour de la place, fermant ainsi l’espace. Les vestiges d’une imposante muraille se dressent encore côté sud-ouest de la place.
Alors que certains des membres de la famille de Lux effectuent des donations aux catholiques de l’abbaye Saint-Sernin de Toulouse, il est intéressant de constater que Jean Vital, le chapelain de Lux (1210), est converti au catharisme. On peut supposer que le seigneur de l’époque a probablement adhéré à ce nouveau concept idéologique. La famille des de Lux disparaît des écrits après 1271, ce qui tend à confirmer leur implication dans le catharisme et probablement la confiscation de leurs biens. Au XVe siècle, le château appartient à la famille de Goyrans.
Dans la seconde moitié du XVIe siècle, les guerres de religion font des ravages dans la contrée, comme partout en France. Après que les protestants aient brûlé plusieurs églises paroissiales, dont celle de Lux en 1569, un premier ordre de démolition du château de Lux par le parlement de Toulouse est émis en 1577, dans le but de chasser « les rebelles » (les protestants) qui y logeaient.
La forteresse résiste jusqu’en 1591 et fut finalement démantelée au début du XVIIe siècle. C’est le duc de Joyeuse qui fut chargé de cette besogne, il délogea du château une certaine demoiselle Paule de Montbartier. En 1626, le château appartient à Pol d’Astorc de Montbartier et de Goyrans, seigneur de Lux. Le curé Gilède affirme dans sa Monographie (1880) que « ce château dont il ne reste qu’une grosse tour était habité en 1674 par M. Jacques d’Astorc seigneur de Lux qui fut enseveli dans l’église en 1684 ».
Fabien de Montluc, prieur de Montesquiou, achète la baronnie à la fin du XVIIe siècle. Il semble bien qu’à cette époque, le château de Lux n’est plus habité.
En novembre 1758, on apprend dans le registre d’état civil que Bernard Brassens est « Homme d’affaires du château ». Ce qui est appelé « château de Lux » à ce moment n’est plus l’ancienne forteresse, mais probablement l’une des maisons du village autour de la place. La plus cossue est celle attenante à l’église Saint-Sauveur. Le 14 février 1784, Madame de Reinier demeure avec son domestique, Jean Sarrere, dans son château de Lux.
En 1793, les tours bâties aux quatre angles de l'ancien château fort sont égalisées. Le château est ensuite presque entièrement démoli. Le cadastre de 1824 montre encore quelques vestiges de murs et de tours en précisant « château ruiné ».

#### Compoix de 1626
Le compoix de Lux de 1626 dénombre 33 bordes, 46 maisons, 6 fournials, 3 moulins à vent et 2 pigeonniers. Le groupe de maisons concentrées autour du château est appelé « le village, la ville, la villa ».
Quelques hameaux se distinguent : Campmas de La Borie, des Meriès, d’En Brousse, de Lausonne, des Ponzes, d’En Sicre, d’En Mazières. Seuls subsistent aux XVIIe et XVIIIe siècles, les hameaux de la Borie, d’En Masieres, d’Al Tregime, d’En Sicré.
À cette époque, 118 propriétaires se partagent le territoire du consulat de Lux, dont Paul d’Astorc de Montbartier et de Goyrans.
Noble Gabriel d’Arnoulet, propriétaire d’une maison à En Gil et de plusieurs terres dans la commune, est seigneur de Saint-Jean-de-Lugardès, petit consulat situé au sud de Lux.
Le commandeur de Renneville tient une terre et un bois à Lux sur le domaine d’En Danis. D’après le cadastre de 1633 de Saint-Jean-de-Lugardès, il possède également des biens dans cette autre seigneurie, dont une métairie « La Commanderie » anciennement nommée Saint-Jean-le-Magré.

#### Activité économique
Pas moins de quatre moulins pastelliers et trois moulins à vent en 1626, des boutiques, des capelles (sorte de hangars aérés pour le séchage du pastel), … laissent supposer une activité commerciale intense à Lux. Les plus gros propriétaires sont Pol d’Astorg (au village), François d’Arnoulet (à Lausonne), Barthélémy Mazières (An Masières), Hoirs de Jean Mandinelly (au village), Hoirs de Raymond Dejean (An Brousse) marchand de Villefranche. On trouve également un moulin pastellier à la métairie de Rau qui fait partie du consulat de Saint-Jean-de-Lugardès en 1626.
Barthélémy Mazières est marchand. Il tient une maison en solier, des boutiques, capelles, un moulin à vent, un pigeonnier et de nombreuses terres au lieu-dit An Masières. Environ un siècle plus tard, d’après deux actes d’état civil de 1730 et 1736, le moulin d’En Mazières est passé aux mains de Monsieur Gavalda.
Les premiers meuniers identifiés dans les écrits sont, en 1707, Raymonde Peyriolle veuve Masières et Guillaume Maury et Marie Sicre son épouse. Les derniers connus, en 1799, Antoine Fournel et Marie Castanet mariés, habitant une maison au moulin d’En Mazières.
En 1626, d’autres marchands participent à la vie économique de Lux, il s’agit de François Darnoulet, Jean Bouie, Antoine et Jean Poulaille. Des forains également : Jean Agarn de Vallègue, Paul Bosc de Caraman, Gilbert Campmas de Mourens, Jacques Casse de Toulouse.
De 1678 à 1794, dans les différents registres d’état civil, transparaît aussi une activité autour du textile, on y trouve de nombreux tisserands de toiles ou de lin (Pons, Vidal, Sentenac, Cazau, Duplas, Alba, …) et des tailleurs d’habits ou couturiers (famille Colombier, Jacques Massoulhié, Antoine Barlan).
Le travail de la terre est une constante à Lux. Si l’industrie textile a pris une grande part dans l’histoire de l’économie de la commune, le travail de la terre n’en est resté pas moins important et constant et perdure encore aujourd’hui.

#### Aperçu de la vie au quotidien
Lux semble détenir un record, celui du nombre de jumeaux (48) nés entre 1674 et 1842. La plupart de ces enfants n’ont malheureusement survécu que quelques jours.
Les guerres napoléoniennes provoquent des dégâts dans la population. Jean Miquel, est « militaire invalide » à 31 ans (1803), il effectue des petits travaux pour le compte de la commune. Également « militaire retraité » Étienne Lafont qui s’éteint à 25 ans (1809) à Saint-Jean-le-Maigre (Lux). François et Catherine Mazières apprennent le décès de leur fils Joseph, tombé le 14 octobre 1806 sur le champ de bataille à Ienna. Il était « fuzilier à la 3e compagnie 2e bataillon du 40e régiment ». Jean Picarel, né à Lux, militaire, il finit sa vie à l’hôpital de « Mayence département du Mont Lourre » à l’âge de 22 ans.
Les occupants de la métairie Al Commandaire recueillent des orphelins de l’hôpital, notamment de La Grave à Toulouse. C’est le cas du petit Benoît, nourri par ses parents adoptifs Guilhaume Roux et Jacquette Andrieu.
Après la Révolution de 1789, les curés de Lux continuent à enregistrer les événements d’état civil jusqu’en décembre 1791. Puis, en 1792, on voit apparaître dans le registre les premières mentions de « municipalité ». À cette époque, Lux ne dépend plus de Mourvilles-Hautes, c’est le curé de Saint-Vincent (Mr. Rougé) qui dessert la commune.
À partir du 19 février 1793, Guilhaume Sansus est « Officier Public membre du Conseil Général de la commune de Lux district de Villefranche Département de Haute-Garonne ». Il est chargé de dresser les actes d’état civil en « salle publique de la maison commune ». Il sera épaulé à partir du 14 janvier 1796 par Raymond Gamelcy « agent municipal ». La châtelaine de l’époque, Madame de Reinier, devient la citoyenne Reinier.

### Saint-Jean-de-Lugardès (ou Saint-Jean-de-Rieumajou)
D’après Laurent Fromentèze, le nom de « Lugardes » est formé par l’association de « Luc » (toponyme forestier) et « Gardes » (lieu de guet ou édifice fortifié).
Saint-Jean-de-Lugardès est une ancienne seigneurie indépendante. Au XVe siècle, les de Goyrans l’ajoutent à leur baronnie (Lux, Saint-Vincent, Saint-Jean-de-Lugardès).
Juste après la Révolution, en 1790, cette petite commune est rattachée à celle de Lux. Avant cela, Saint-Jean-de-Lugardès était aussi une paroisse indépendante (annexe de Mourvilles-Hautes comme Lux).
Peu de documents concernant Saint-Jean sont parvenus jusqu’à nous. Nous connaissons au travers de différents articles sur La Dépêche (1960), l’existence d’un compoix établi en 1633 aujourd’hui disparu, qui nous livre quelques informations :
« Un peu plus de 341 arpents. Une allivraison de 36 livres 7 sous. Terroir constitué de terres cultivées, vignes (peu) et pastel, mais aussi des landes, hermes, bruyères, terres incultes et beaucoup de bois ».
En 1633, le pastel était traité à la « métairie de Rou » (Rau) mais pas à « La Borio de Lux » qui dépendait du château.

#### Édifices de 1633
- Pas de village. Seuls le château et les quatre métairies étaient habités en 1633.
- Une église paroissiale avec son cimetière attenant, située à quelques mètres de l’actuelle métairie de Saint-Jean-le-Maigre (traces d’anciens silos encore visibles non loin de cette église, signe d’une vie active à cet endroit). L'église est démolie après la Révolution.
- Un ancien cimetière situé au lieu-dit la Place (à côté du croisement des chemins principaux de Saint-Jean, près de la métairie actuelle de Couronnel).
- Un moulin à vent appartenant au seigneur du lieu, proche de l’église (pas de maison pour le meunier). Le moulin est démoli après la Révolution.
- Un château seigneurial situé à environ dix mètres au sud de l’actuel château de Saint-Jean qui semblerait avoir été bâti avec les matériaux de l’ancien édifice.
- Une tuilerie appartenant à Monsieur Fabre.
- La métairie « La Borio de Lux »[Note 8] située à proximité du château seigneurial (cette métairie portera plus tard d’autres noms : « Saint-Jean-le-Gras », « métairie de Saint-Jean », « métairie de Saint-Jean-de-Rieumajou » 1730, « Saint-Jean-de-Lugardès » 1824).
- La « métairie d’En Danis sive Andrulle ».
- La « métairie de Rou » avec son moulin pastellier (moulin disparu aujourd’hui).
- La « métairie de Saint Jean le Magré » appartenant au commandeur de Renneville et rebaptisée par la suite « La Commandayré » (aujourd’hui « La Commanderie »). À noter que la métairie actuelle de Saint-Jean-le-Maigre a été bâtie bien après 1633.

Les propriétaires à Saint-Jean de Lugardès sont, en 1633 :
- Le baron de Saint-Jean de Lugardès, de la famille d’Astorg.
- Messire Yves de Sérignol, conseiller du roi et juge-criminel en la sénéchaussée de Lauragais.
- Demoiselle Jacquette de Charles, seigneur et dame de Folcarde.
- Monsieur le Commandeur de Renneville, de l’ordre de Malte.
- Monsieur Fabre (il s’agit probablement de Pierre-Jean Fabre, médecin de Castelnaudary).

Plus 30 autres petits propriétaires, habitants des paroisses voisines (Folcarde, Rieumajou, Mourvilles-Hautes, Vallègue, Saint-Assiscle et certains de Toulouse).
Le seigneur (famille d’Astorg), Monsieur Fabre et le commandeur possèdent une étendue considérable du terroir. Le reste du domaine est assez morcelé, surtout aux environs de l’église.
Le compoix de Lux de 1626 apporte également quelques informations sur Saint-Jean-de-Lugardès : Gabriel d’Arnoulet, seigneur de Saint-Jean, possède une maison et des terres à « En Gil » (Lux). À noter qu’un certain François d’Arnoulet est marchand et tient à Lux un moulin pastellier et deux maisons à Lausonne.

## Héraldique
| Blason de Lux | Blason  | Écartelé au 1) et 4) d'argent aux deux barres d'azur, au 2) et 3) de gueules au lion d’argent accompagné de trois roses d'or DeviseLe lum del bosc de Lux esclaira le pais d’autan |
| Blason de Lux | Détails | Adopté après délibération du Conseil Municipal du 24 novembre 2004. |

## Politique et administration

### Administration municipale
Le nombre d'habitants au recensement de 2011 étant compris entre 100 et 499, le nombre de membres du conseil municipal pour l'élection de 2014 est de onze,.

### Rattachements administratifs et électoraux
Commune faisant partie de la septième circonscription de la Haute-Garonne de la communauté de communes des Terres du Lauragais et du canton de Revel (avant le redécoupage départemental de 2014, Lux faisait partie de l'ex-canton de Villefranche-de-Lauragais et de la communauté de communes Cap-Lauragais).

### Liste des maires
| Période                                  | Période  | Identité               | Étiquette | Qualité   |
| ---------------------------------------- | -------- | ---------------------- | --------- | --------- |
| mars 2001                                | 2008     | Francis Bressoles      |           |           |
| mars 2008                                | 2020     | Gisèle Bressoles       | DVG       | Retraitée |
| mars 2020                                | En cours | Pierre Paul Bressolles |           | ,         |
| Les données manquantes sont à compléter. |          |                        |           |           |

## Population et société

### Démographie
| 1800 | 1806 | 1821 | 1831 | 1836 | 1841 | 1846 | 1851 | 1856 |
| ---- | ---- | ---- | ---- | ---- | ---- | ---- | ---- | ---- |
| 244  | 267  | 313  | 292  | 355  | 308  | 409  | 326  | 297  |

| 1861 | 1866 | 1872 | 1876 | 1881 | 1886 | 1891 | 1896 | 1901 |
| ---- | ---- | ---- | ---- | ---- | ---- | ---- | ---- | ---- |
| 314  | 286  | 293  | 265  | 259  | 263  | 224  | 206  | 219  |

| 1906 | 1911 | 1921 | 1926 | 1931 | 1936 | 1946 | 1954 | 1962 |
| ---- | ---- | ---- | ---- | ---- | ---- | ---- | ---- | ---- |
| 239  | 236  | 182  | 190  | 210  | 190  | 199  | 169  | 162  |

| 1968 | 1975 | 1982 | 1990 | 1999 | 2006 | 2007 | 2012 | 2017 |
| ---- | ---- | ---- | ---- | ---- | ---- | ---- | ---- | ---- |
| 143  | 140  | 121  | 134  | 171  | 304  | 323  | 355  | 344  |

| 2022 | - | - | - | - | - | - | - | - |
| ---- | - | - | - | - | - | - | - | - |
| 341  | - | - | - | - | - | - | - | - |

| selon la population municipale des années : | 1968 | 1975 | 1982 | 1990 | 1999 | 2006 | 2009 | 2013 |
| Rang de la commune dans le département      | 417  | 404  | 402  | 400  | 388  | 298  | 286  | 296  |
| Nombre de communes du département           | 592  | 582  | 586  | 588  | 588  | 588  | 589  | 589  |

### Enseignement
Lux fait partie de l'académie de Toulouse.
L'éducation est assurée par un regroupement pédagogique intercommunal pour les classes de la maternelle au primaire avec les communes de Vallègue, Folcarde et Rieumajou. Les classes CP, CE1, CE2, CM1 et CM2 sont assurées sur la commune de Vallègue.

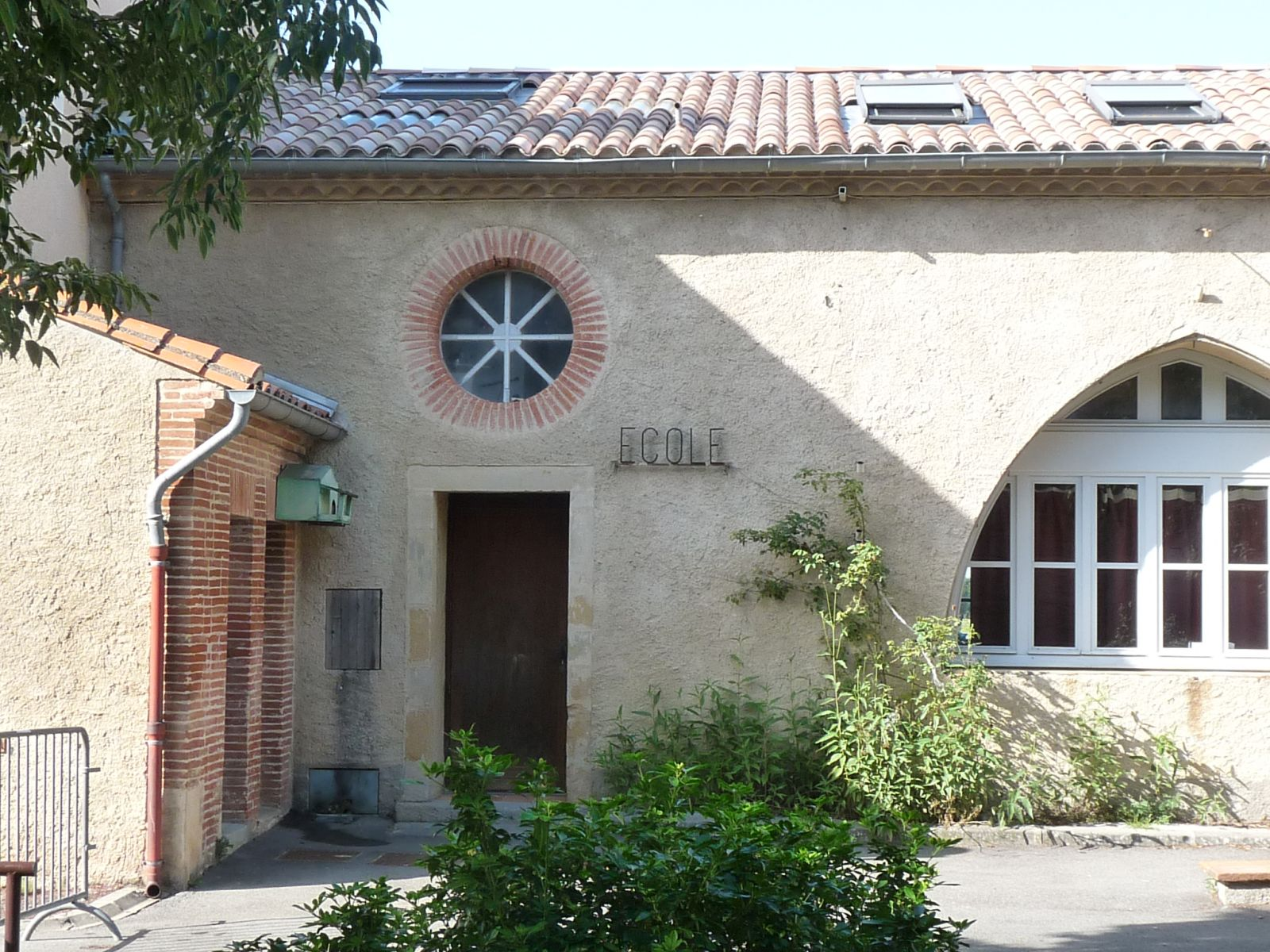
L'école
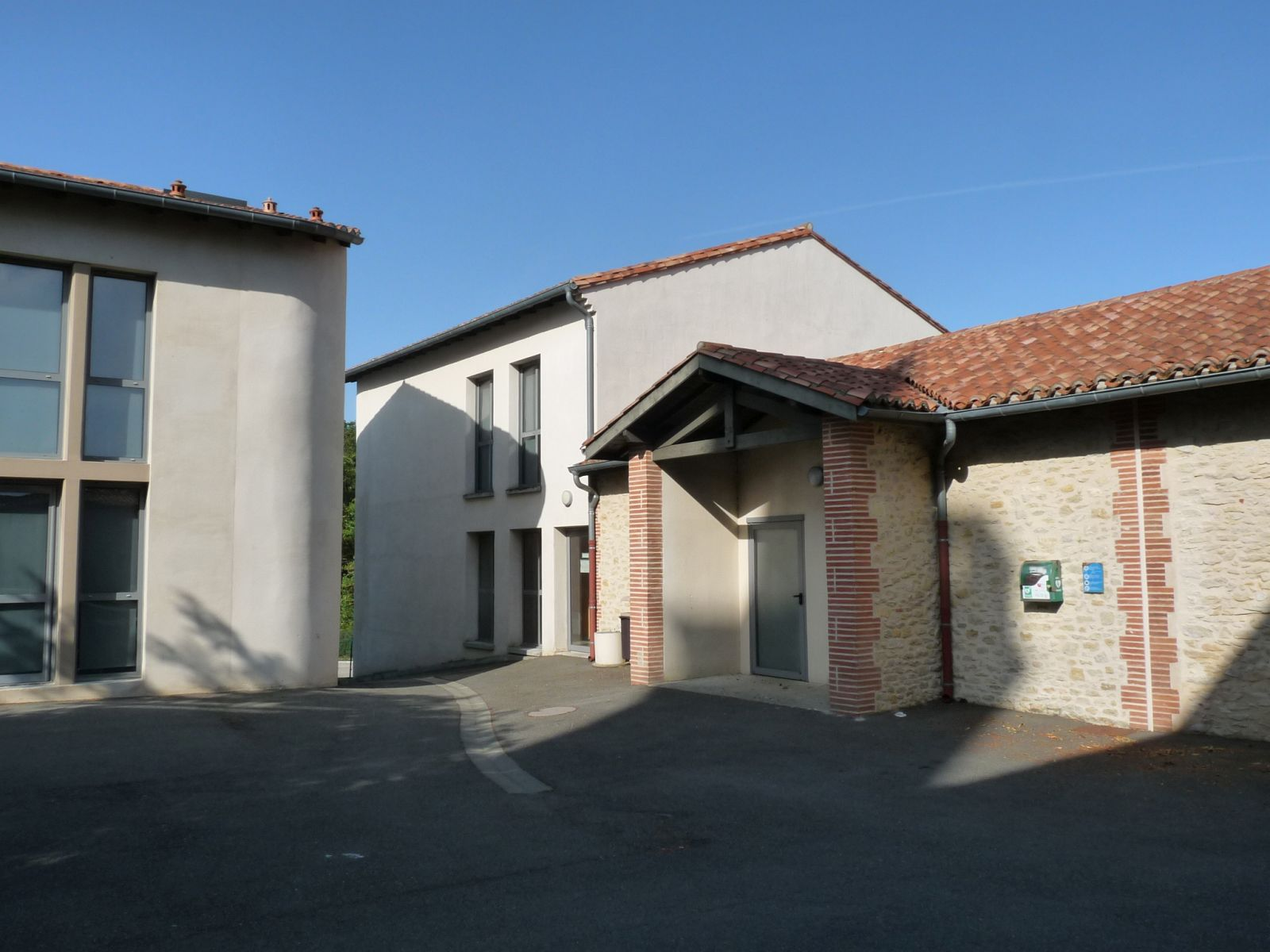
La salle des fêtes

### Activités sportives
Chasse, randonnée pédestre,

### Écologie et recyclage
La collecte et le traitement des déchets des ménages et des déchets assimilés ainsi que la protection et la mise en valeur de l'environnement se font dans le cadre de la communauté de communes des Terres du Lauragais.

## Économie

### Revenus
En 2018  (données Insee publiées en septembre 2021), la commune compte 107 ménages fiscaux, regroupant 301 personnes. La médiane du revenu disponible par unité de consommation est de 23 700 € (23 140 € dans le département).

### Emploi
|                | 2008  | 2013  | 2018  |
| -------------- | ----- | ----- | ----- |
| Commune        | 3,5 % | 5,4 % | 4,9 % |
| Département    | 7,7 % | 9,6 % | 9,3 % |
| France entière | 8,3 % | 10 %  | 10 %  |

En 2018, la population âgée de 15 à 64 ans s'élève à 242 personnes, parmi lesquelles on compte 70,7 % d'actifs (65,8 % ayant un emploi et 4,9 % de chômeurs) et 29,3 % d'inactifs,. Depuis 2008, le taux de chômage communal (au sens du recensement) des 15-64 ans est inférieur à celui de la France et du département.
La commune fait partie de la couronne de l'aire d'attraction de Toulouse, du fait qu'au moins 15 % des actifs travaillent dans le pôle,. Elle compte 68 emplois en 2018, contre 80 en 2013 et 96 en 2008. Le nombre d'actifs ayant un emploi résidant dans la commune est de 160, soit un indicateur de concentration d'emploi de 42,5 % et un taux d'activité parmi les 15 ans ou plus de 64 %.
Sur ces 160 actifs de 15 ans ou plus ayant un emploi, 20 travaillent dans la commune, soit 12 % des habitants. Pour se rendre au travail, 87 % des habitants utilisent un véhicule personnel ou de fonction à quatre roues, 5,6 % les transports en commun, 2,5 % s'y rendent en deux-roues, à vélo ou à pied et 5 % n'ont pas besoin de transport (travail au domicile).

### Activités hors agriculture
24 établissements sont implantés  à Lux au 31 décembre 2019. Le tableau ci-dessous en détaille le nombre par secteur d'activité et compare les ratios avec ceux du département,.
Le secteur du commerce de gros et de détail, des transports, de l'hébergement et de la restauration est prépondérant sur la commune puisqu'il représente 33,3 % du nombre total d'établissements de la commune (8 sur les 24 entreprises implantées  à Lux), contre 25,9 % au niveau départemental.

### Agriculture
La commune est dans le Lauragais, une petite région agricole occupant le nord-est du département de la Haute-Garonne, dont les coteaux portent des grandes cultures en sec avec une dominante blé dur et tournesol. En 2020, l'orientation technico-économique de l'agriculture  sur la commune est la culture de céréales et/ou d'oléoprotéagineuses.
|               | 1988 | 2000 | 2010 | 2020 |
| ------------- | ---- | ---- | ---- | ---- |
| Exploitations | 17   | 10   | 11   | 10   |
| SAU (ha)      | 816  | 686  | 876  | 698  |

Le nombre d'exploitations agricoles en activité et ayant leur siège dans la commune est passé de 17 lors du recensement agricole de 1988  à 10 en 2000 puis à 11 en 2010 et enfin à 10 en 2020, soit une baisse de 41 % en 32 ans. Le même mouvement est observé à l'échelle du département qui a perdu pendant cette période 57 % de ses exploitations,. La surface agricole utilisée sur la commune a également diminué, passant de 816 ha en 1988 à 698 ha en 2020. Parallèlement la surface agricole utilisée moyenne par exploitation a augmenté, passant de 48 à 70 ha.

## Culture locale et patrimoine

### Lieux et monuments
- L'église paroissiale est dédiée à Saint-Fabien et Saint-Sébastien. L'école de Lux actuelle est l'ancienne église Saint-Sauveur.
- L'école de Lux actuelle est l'ancienne église Saint-Sauveur.
- La tour dans le village est le seul vestige restant du château. Il s'agit de la tour sud-est, les trois autres ayant été rasées[27].

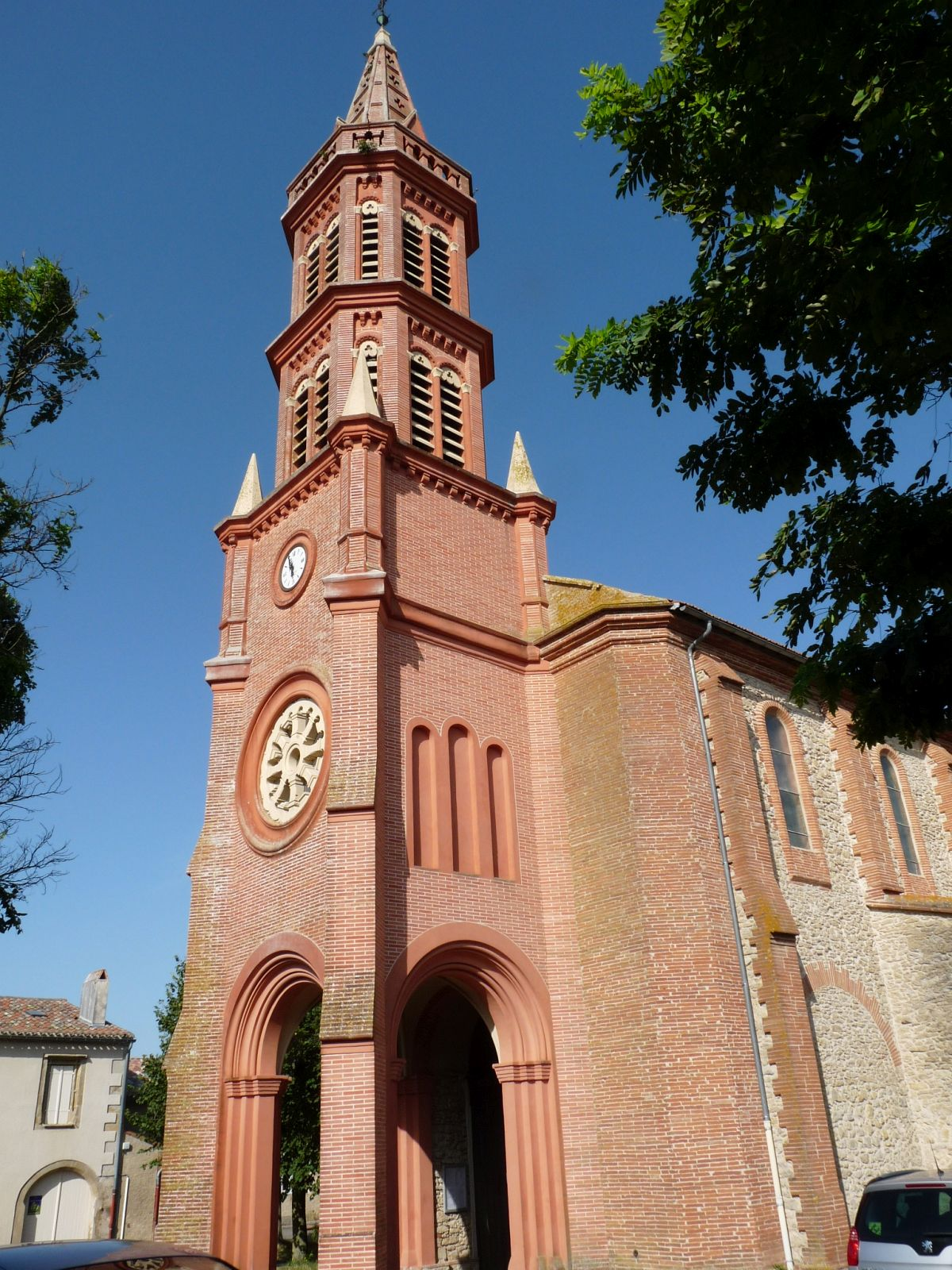
L'église Saint-Fabien et Saint-Sébastien
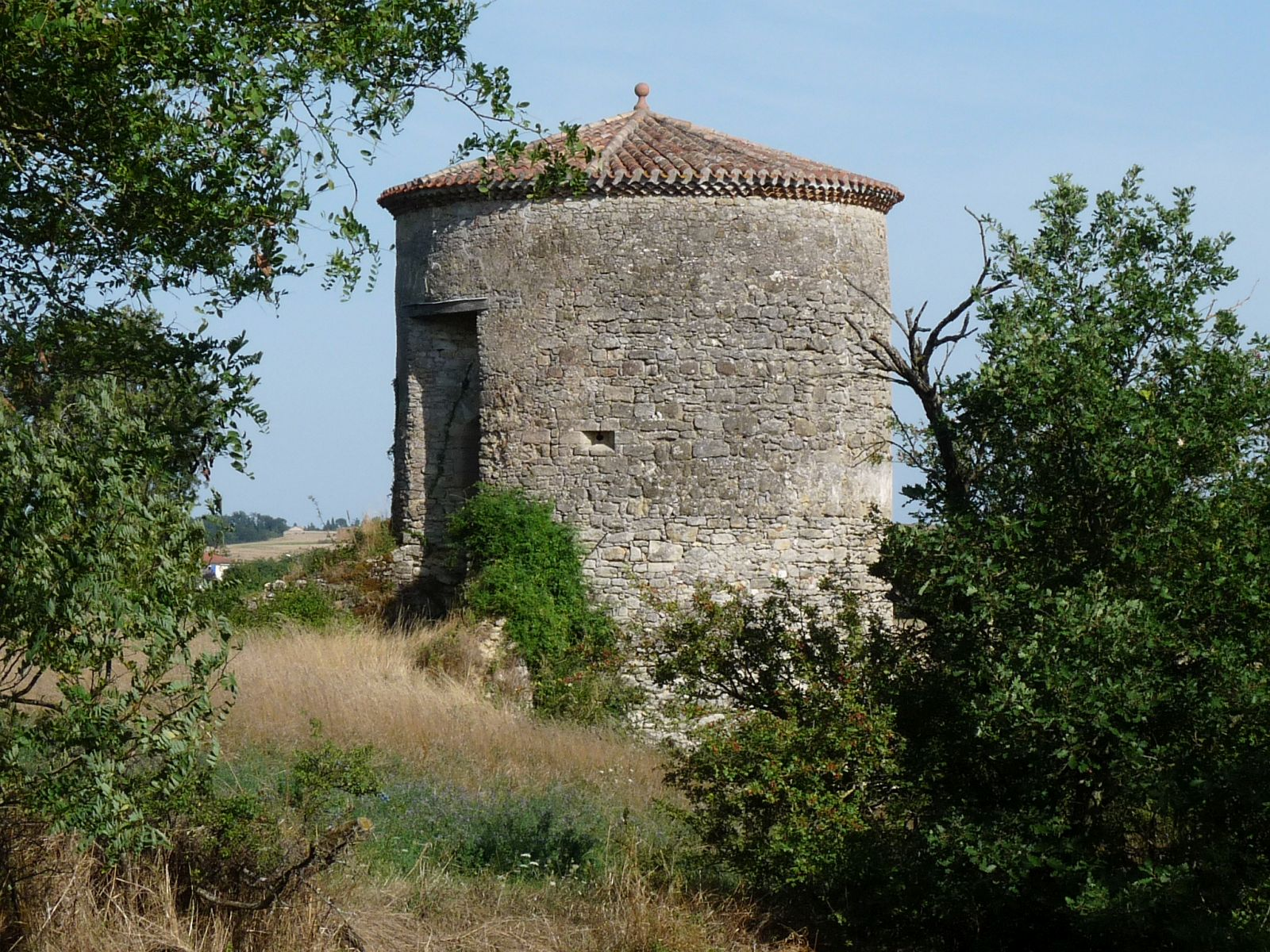
Ancienne tour
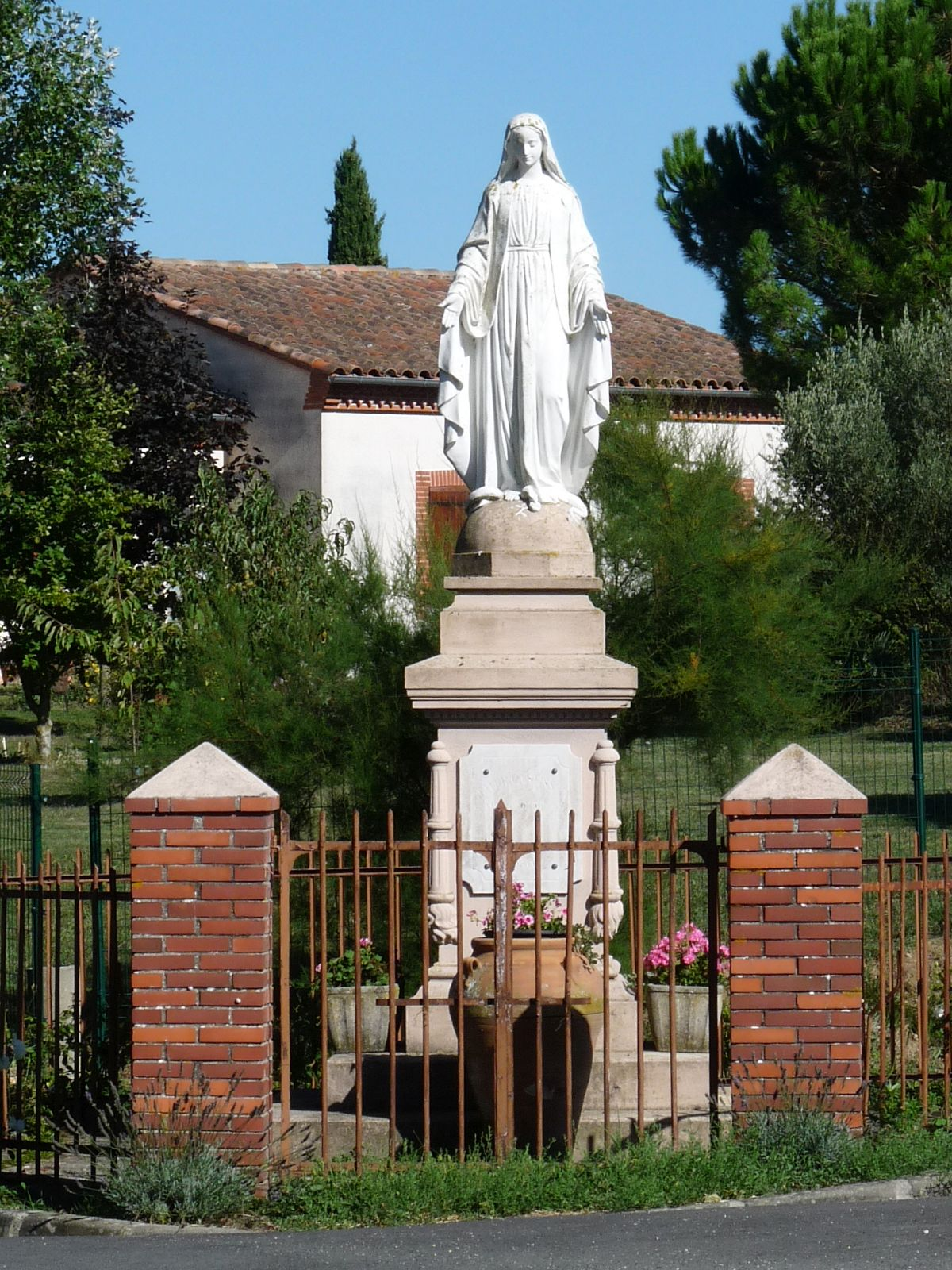
Statue de l'Immaculée conception